# Jason Myers
Jason Myers (Chula Vista, 12 maggio 1991) è un giocatore di football americano statunitense che milita nel ruolo di kicker per i Seattle Seahawks della National Football League. Non selezionato nel Draft NFL 2013, firmò con i San Jose SaberCats della Arena Football League (AFL). Al college giocò a football per Marist.

## Carriera professionistica
Myers iniziò la carriera professionistica nel 2014 con i San Jose SaberCats e gli Arizona Rattlers della Arena Football League. Nel 2015 passò ai Jacksonville Jaguars dove giocò per tre stagioni fino al 2017. Nel 2018 firmò con i Seattle Seahawks ma fu svincolato prima dell'inizio della stagione vedendosi preferito il veterano Sebastian Janikowski. Passò così ai New York Jets con cui ottenne la prima convocazione al Pro Bowl in carriera dopo avere trasformato 33 field goal su 36.
Il 14 marzo 2019, Myers firmò un contratto quadriennale del valore di 15,45 milioni di dollari per fare ritorno ai Seattle Seahawks.
Nella settimana 10 della stagione 2020 contro i Los Angeles Rams Myers segnò un field goal dalla distanza di 61 yard, un nuovo primato personale e un record di franchigia. Nella settimana 15, con due field goal segnati nel primo tempo della gara contro il Washington Football Team giunse a quota 31 segnati consecutivamente, un altro record di franchigia che batté il precedente primato di Olindo Mare. La sua annata si chiuse guidando la NFL in percentuale di realizzazione di field goal, 100%, frutto di 24 trasformazioni in altrettanti tentativi.
Nel 2022 Myers fu convocato per il suo secondo Pro Bowl dopo avere guidato la NFL con 143 yard punti segnati.
Il 18 gennaio 2023 Myers firmò con i Seahawks un rinnovo quadriennale del valore di 21 milioni di dollari che lo rese il secondo kicker più pagato della lega. Nel sesto turno contro i Cincinnati Bengals segnó un field goal per la ventesima gara consecutiva, un nuovo record di franchigia. Nel decimo turno fu premiato come giocatore degli special team della NFC della settimana dopo avere segnato 5 field goal su 5, incluso quello della vittoria allo scadere, contro i Washington Commanders. Nel quindicesimo turno salì al terzo posto nella storia della franchigia per field goal segnati. La sua annata si chiuse con un record del club di 35 field goal segnati.

## Palmarès
- Convocazioni al Pro Bowl: 2

2018, 2022